# Suckleya suckleyana
Suckleya suckleyana (Torr.) Rydb. – gatunek roślin z rodziny szarłatowatych reprezentujący monotypowy rodzaj Suckleya. Występuje w Ameryce Północnej wzdłuż Gór Skalistych i po ich wschodniej stronie – od Teksasu na południu po prowincję Alberta w Kanadzie. Rośnie na polach, w dolinach i na brzegach cieków oraz na wyschniętych dnach jezior. W górach sięga do wysokości 2500 m n.p.m.
Nazwa rodzajowa i gatunkowa upamiętnia George'a Suckley'a (1830–1869), lekarza i przyrodnika.

## Morfologia
PokrójJednoroczna roślina zielna o gruboszowatej budowie. Pędy zwykle czerwono nabiegłe, gęsto rozgałęzione, płożące lub podnoszące się, nagie i nieuzbrojone.
LiścieSkrętoległe, ogonkowe, rombowato-jajowate do zaokrąglonych.
KwiatyDrobne, jednopłciowe, wyrastają wymieszane (męskie i żeńskie) w skupieniach w kątach niemal wszystkich liści. Listków okwiatu jest w obu rodzajach kwiatów po 4. W kwiatach męskich są cztery pręciki i szczątkowa zalążnia. W kwiatach żeńskich słupek zwieńczony jest dwoma nitkowatymi znamionami.
OwoceJednonasienne, otulone w powiększającym się okwiecie.

## Systematyka
Gatunek reprezentuje monotypowy rodzaj Suckleya A.Gray z rodziny szarłatowatych Amaranthaceae w jej szerokim ujęciu (obejmującym komosowate Chenopodiaceae). W obrębie rodziny rodzaj sytuowany jest w plemieniu Dysphanieae w podrodzinie Chenopodioideae.